# Sean Kinney
Pour les articles homonymes, voir Kinney.
Sean Howard Kinney (né le 27 mai 1966) est le batteur du groupe Alice in Chains.
Dès son plus jeune âge il fit partie du groupe de son grand-père les Cross Cats. Pendant ses études, il commença  a s'interresser au rock alternatif et au heavy metal et se joignit à un groupe local, Diamond Lie, qui comprenait Jerry Cantrell et le frère de sa petite amie, Mike Starr. Après quelques concerts avec Layne Staley comme chanteur, le groupe prit le nom d'Alice in Chains.
Sean Kinney participa à tous les enregistrements d'Alice in Chains et fit partie du Willie Nelson Tribute Band  et de Spys4Darwin pendant la pause qu'effectua Alice in Chains, avant de se reformer en 2005.

## Discographie

### Alice in Chains
- We Die Young (1990)
- Facelift (1990)
- Sap (1992)
- Dirt (1992)
- Jar Of Flies (1994)
- Alice in Chains (1995)
- Unplugged (1996)
- Nothing Safe : Best of the Box (compilation) (1999)
- Music Bank (compilation) (1999)
- Live (2000)
- Greatest Hits (compilation) (2001)
- The Essential Alice in Chains (compilation) (2006)
- Black Gives Way to Blue (2009)
- The Devil Put Dinosaurs Here (2013)
- Rainier Fog (2018)

### Jerry Cantrell
- Boggy Depot (1998)

### Spys4Darwin
- Microfish (2001)

## Matériel

### Kit
- DW drums / Remo Heads
  - 23" X 18" grosse caisse
  - 14" X 7" caisse claire
  - 13" X 9" tom
  - 16 X 14" tom basse
  - 18" X 16" tom basse
  - 15 X 13" tom basse
  - 8" X 7" tom
  - 6" X 18" rata
  - 6" X 16" rata
  - 6" X 14" rata
  - 6" X 12" rata

### Cymbales
- Sabian
  - 15"  Sizzle hi-hat
  - 19" AA rock crash
  - 20" AA rock crash
  - 7" Vault radia bell
  - 9" Vault radia bell
  - 24" Vault liquid ride
  - 21" Medium crash/ride
  - 22" AA medium crash
  - 19" Paragon China

### Baguettes
- Vater (en)
  - Vater VHSKW "Sean Kinney Signature Series"